# Black Star Foundation
Black Star Foundation är ett svenskt skivbolag, bildat 1999 i Malmö. Bolaget ger ut punk-, hardcore- och indiemusik och har gett ut artister som Tiger Lou, Jesaiah och Plastic Pride.

## Nuvarande artister
- Affordable Hybrid
- Atlas Losing Grip
- Declan de Barra
- Holmes
- Jesaiah
- Jeudah
- Lasse Fabel
- Meleeh
- Pg.Lost
- Suis La Lune
- T.
- The Book of Daniel
- The Preacher and the Bear
- Tias Carlsson
- While We Sleep
- Yersinia

## Tidigare artister
- Abandon
- Angry People Federation
- Araki
- Arsen
- Björn Kleinhenz
- Children of Fall
- In Ruins of
- Jettie
- Khoma
- Modesty
- Neverending...
- Nikad
- Plastic Pride
- Postman
- Radio Free Isaac
- Rob and the Pinhole Stars
- Set My Path
- The (Jukebox) Scenario
- Tiger Lou

### Fotnoter
1. ↑  ”Black Star Foundation”. Black Star Foundation. Arkiverad från originalet den 2 december 2011. https://web.archive.org/web/20111202135101/http://www.blackstarfoundation.com/contact.php. Läst 6 februari 2012.
2. ↑  ”Black Star Foundation”. Discogs.com. http://www.discogs.com/label/Black+Star+Foundation. Läst 6 februari 2012.